# Lophodesmus pusillus
Lophodesmus pusillus är en mångfotingart som beskrevs av Pocock 1894. Lophodesmus pusillus ingår i släktet Lophodesmus och familjen fingerdubbelfotingar. Inga underarter finns listade i Catalogue of Life.